# Infinite (zespół muzyczny)
Infinite (hangul: 인피니트, zapis stylizowany: INFINITE) – południowokoreański boysband założony w 2010 roku przez Woollim Entertainment. W skład zespołu wchodzą: Sungkyu, Dongwoo, Woohyun, Sungyeol, L oraz Sungjong. Hoya odszedł z zespołu 30 sierpnia 2017 roku.
Ich debiutancki minialbum, First Invasion, ukazał się 9 czerwca 2010 roku. Pierwszy album studyjny wydali w 2011 roku. Czwarty minialbum New Challenge został wydany 21 marca 2013 roku, który sprzedał się w ilości 162 797 egzemplarzy i był 12. najlepiej sprzedającym się albumem 2013 roku.

## Historia

### 2010: Debiut zFirst Invasion
W 2010 roku Infinite wystąpili po raz pierwszy w programie reality show You Are My Oppa stacji Mnet, wraz z Jiae z zespołu Lovelyz.
9 czerwca ukazał się debiutancki minialbum zespołu, First Invasion, z głównym singlem Dasi dol-awa (kor. 다시 돌아와, ang. Come Back Again). Po raz pierwszy wystąpili na scenie w programie muzycznym M Countdown 10 czerwca.

### 2011:Evolution,Over the Topdebiut w Japonii
6 stycznia 2011 roku ukazał się drugi minialbum Evolution. Płytę promował singel BTD (Before The Dawn). Minialpum zadebiutował na 3. pozycji listy Gaon Weekly Album Chart
Pierwszy album studyjny grupy, Over the Top. został wydany 21 lipca, wraz z teledyskiem singla Naekkeohaja (kor. 내꺼하자, ang. Be Mine). 1 września Infinite zdobyli swoją nagrodę w programie muzycznym, zajmując pierwsze miejsce w M Countdown utrzymując je przez 2 tygodnie. Po sukcesie Naekkeohaja, 26 września Infinite wydali reedycję Over the Top pt. Paradise wraz z promującym go utworem Paradise (kor. 파라다이스 (Paradise)). 9 października Infinite zajęli pierwsze miejsce w programie Inkigayo, a także 13 października w M Countdown.
Infinite zadebiutowali nieoficjalnie w Japonii wydając japońską wersję utworu Dasi dol-awa zatytułowaną To-Ra-Wa 26 marca. Oficjalny debiut na rynku japońskim odbył się 19 listopada wraz z wydanie singla BTD (Before The Dawn). Na singlu znalazł się też remake utworu z Evolution – Can You Smile.
6 grudnia ukazał się świąteczny singel Hayan gobaeg (Lately) (kor. 하얀 고백 (Lately)).

### 2012: Pierwszy koncert iInfinitize
Pierwszy koncert Infinite odbył się 11-12 lutego Seoul Olympic Park  przed ok. 8 tys. fanów. Koncert został zatytułowany Second Invasion, zespół wykonał utwory z pierwszego minialbumu. Bilety na koncert wyprzedane w ciągu 10 minut po otwarciu sprzedaży internetowej 14 grudnia.
Przez cały rok zespół koncentrował się na indywidualnych zajęciach. Dongwoo wystąpił w singlu Babysoul & Yoo Jiae „She's a Flirt” (kor. 그녀는 바람둥이야), który został wydany 18 stycznia. L został obsadzony w serialu telewizyjnym Dakchigo kkonminam band, który był emitowany od 30 stycznia. Hoya został obsadzony w serialu Eungdaphara 1997, który miał premierę 24 lipca. Woohyun zagrał w serialu The Thousandth Man (kor. 천 번째 남자 Cheon beonjjae namja) emitowanym od 17 sierpnia. L zagrał też w sitcomie What is Mom (kor. 엄마가 뭐길래 Eomma-ga mwogillae) emitowanym od 8 października. Infinite wykonali także utwór do serialu, zatytułowany Hwansang-geunyeo (kor. 환상그녀). 
Drugi japoński singel Be Mine zespołu ukazał się 18 kwietnia. Na płycie znalazła się też japońska wersja piosenki „Julia”. Singel uplasował się na 2 pozycji tygodniowej listy Oricon Singles Chart.
Trzeci minialbum, Infinitize, ukazał się 15 maja. Singel z płyty, Chugyeogja (kor. 추격자, ang. The Chaser), zajął pierwsze miejsce we wszystkich programach muzycznych, a także został nagrodzony „Triple Crown” zdobywając pierwsze miejsce przez trzy tygodnie w M Countdown. Billboard nazwał Chugyeogja najlepszą piosenką K-popową 2012 roku.
Trzeci japoński singel She’s Back zespołu ukazał się 29 sierpnia. Na płycie znalazł się także wcześniej nagrany utwór To-Ra-Wa.

### 2013:New Challenge,Koi ni ochiru tokii pierwsza światowa trasa
21 marca ukazał się minialbum New Challenge, z głównym singlem Man In Love (Namjaga Saranghalttae) (kor. Man In Love (남자가 사랑할때)). Piosenka przyniosła grupie siedem nagród w programach muzycznych.
Pierwszy japoński album studyjny, Koi ni ochiru toki, ukazał się 5 czerwca. Album zajął 1. miejsce na tygodniowej liście Oricon Albums Chart.
Drugi singel fizyczny, pt. Destiny, ukazał się 17 lipca. Infinite po raz pierwszy wykonali utwór tytułowy 18 lipca podczas 2013 Mnet 20's Choice Awards, zaczęli promocyjne występy 20 lipca w programie Music Core.
Pierwsza światowa trasa Infinite, pt. One Great Step, rozpoczęła się 9 sierpnia w Seulu. Trasa obejmowała 22 koncerty w Azji, Ameryce Północnej, Europie i Dubaju. 22 listopada 2014 roku, Infinite zdobyli nagrodę dla najlepszej grupy męskiej podczas MAMA oraz nagrodę Sony MDR Worldwide Performer.

### 2014:The OriginiSeason 2
16 stycznia Mnet wyemitował zapowiedź nowego reality show grupy, This is INFINITE, a 6 lutego wyemitowany został pierwszy odcinek. Był to ich pierwszy program rozrywkowy od Ranking King z 2012 roku.
Po zakończeniu światowej trasy Infinite wystąpili z dodatkowymi koncertami One Great Step Returns w Seulu, 28 lutego i 1 marca 2014 roku w Olympic Gymnastics Arena. 10 marca zadebiutowała nowa podgrupa Toheart, w której skład weszli Woohyun oraz Key z SHINee, duet wydał minialbum 1st Mini Album.
10 kwietnia Infinite wydali The Origin, instrumentalny album z najbardziej reprezentatywnymi utworami zespołu. Przed wydaniem albumu zespół wydał instrumentalny teledysk do utworu BTD (Before The Dawn), który zawierał niewyemitowany dotąd materiał z oryginalnego teledysku BTD. Wytwórnia Woollim Entertainment 12 maja potwierdziła w rozmowie z Newsen wydanie drugiego albumu studyjnego, pt. Season 2. Album ukazał się 21 maja 2014 roku. Przed wydaniem albumu odbył się showcase w Korei Południowej, Japonii i na Tajwanie, zatytułowany 1.2.3. Pierwszy występ odbył się w Japonii 19 maja, kolejne na Tajwanie 20 maja i w Korei Południowej 21 maja. Również 21 maja miał swoją premierę teledysk do głównego singla z płyty, „Last Romeo”. 22 lipca odbył się comeback zespołu z reedycją drugiego albumu, zatytułowaną Be Back. Infinite zaprezentowali główną piosenkę, „Back”, 18 lipca w programie Music Bank.
20 września utwór „Last Romeo” znalazł się na 1 pozycji listy Billboard Twitter Emerging Artists, oraz na 33 pozycji na liście Billboard Twitter Top Tracks.
18 grudnia Infinite wydali teledysk do nowego japońskiego singla, Dilemma, skomponowanego przez znanego japońskiego muzyka i gitarzystę Tomoyasu Hotei. Singel został wydany 24 grudnia i wykorzystany w celu promowania japońskiej trasy Dilemma Tour, która rozpoczęła się na początku 2015 roku.

### 2015:Reality, trasy koncertowe iFor You
1 lutego 2015 roku rozpoczęła się japońska trasa Dilemma Tour. Zespół zagrał w Fukuoce, Tokio, Osace oraz Aichi. 29 kwietnia ukazał się singel 24-jikan (jap. 24時間). Singel uplasował się na 3. miejscu listy Oricon Weekly Singles i sprzedał się w liczbie 56 266 kopii.
30 czerwca zostały opublikowane zdjęcia promujące wydanie minialbumu Reality. Płyta ukazała się 13 lipca, głównym singlem z płyty jest utwór „Bad”.
21 lipca Infinite wydało teaser drugiej światowej trasy Infinite Effect. Trasa rozpoczęła się dwoma koncertami 8 i 9 sierpnia w Seulu, Infinite zagrali na Tajwanie, Tajlandii, w Chinach, Polsce, Francji, Anglii, Niemczech, Singapurze oraz Indonezji. 25 listopada MBC Every1 wydało kilka nowych zwiastunów nowego reality show grupy, pt. Infinite Showtime, 10 grudnia został wyemitowany pierwszy odcinek.
16 grudnia ukazał się japoński album For You. Płytę promowały single Dillema oraz 24-jikan.

### 2016–2017:Infinite Only,Airi odejście Hoyi
8 lipca 2016 roku ukazał się singel cyfrowy Geu Hae Yeoreum (Du Beonjjae Iyagi) (kor. 그 해 여름 (두 번째 이야기)). Od 4 do 11 września zespół publikował krótkie zwiastuny zapowiadające szósty minialbum Infinite Only. Płyta, wraz z promującym ją singlem Typhoon (The Eye) (kor. 태풍 (The Eye)), ukazała się 19 września 2016 roku.
31 sierpnia ukazała się japońska kompilacja zatytułowana BEST OF INFINITE, płyta uplasowała się na 3. pozycji listy Oricon Weekly Album Chart.
Trzeci japoński album studyjny, Air, ukazał się 24 maja 2017 roku.
9 czerwca 2017 roku Woollim Entertainment ogłosiło, że Infinite omawiają przedłużenie umów z wytwórnią. 28 czerwca  koreańskie media poinformowały, że tylko 6 z 7 członków odnowiło umowy, a członkowie wciąż omawiają szczegóły kontraktu. 30 sierpnia 2017 roku Woollim poinformowało, że Hoya nie przedłużył kontraktu z agencją, co doprowadziło do jego odejścia z grupy.

### 2018–2021:Top Seedi służba wojskowa
29 grudnia 2017 roku wyemitowano zapowiedź teledysku do „Tell Me”, piosenki promującej trzeci album studyjny Top Seed. Album ukazał się 8 stycznia 2018 roku, składał się z 12 piosenek w tym trzech solowych autorstwa Dongwoo, L'a i Sungjonga.
13 lutego 2019 roku ukazał się cyfrowy singel pt. Clock.
Sungyeol rozpoczął służbę wojskową 26 marca 2019 roku, a Dongwoo – 15 kwietnia. Sungjong i Woohyun rozpoczęli pracę się jako pracownicy służby publicznej odpowiednio 22 lipca i 24 października. Kontrakt L'a z Woollim Entertainment wygasł 18 sierpnia 2019 roku. Sungkyu zakończył służbę wojskową 8 stycznia 2020 roku.
1 marca 2021 roku ogłoszono, że Sungkyu nie przedłuży kontraktu z Woollim. 6 marca agencja potwierdziła, że kontrakt piosenkarza wygasł. 31 marca 2021 roku Dongwoo i Sungyeol opuścili agencję po wygaśnięciu ich kontraktów.

## Członkowie

### Obecni
| Pseudonim   | Pseudonim | Prawdziwe imię | Prawdziwe imię | Data urodzenia         | Pozycja             |
| Latynizacja | Hangul    | Latynizacja    | Hangul         | Data urodzenia         | Pozycja             |
| ----------- | --------- | -------------- | -------------- | ---------------------- | ------------------- |
| Sungkyu     | 성규      | Kim Sung-kyu   | 김성규         | 28 kwietnia 1989(dts)  | Lider, główny wokal |
| Dongwoo     | 동우      | Jang Dong-woo  | 장동우         | 22 listopada 1990(dts) | Główny raper        |
| Woohyun     | 우현      | Nam Woo-hyun   | 남우현         | 8 lutego 1991(dts)     | Główny wokal        |
| Sungyeol    | 성열      | Lee Sung-yeol  | 이성열         | 27 sierpnia 1991(dts)  | Wokal               |
| L           | 엘        | Kim Myung-soo  | 김명수         | 13 marca 1992(dts)     | Wokal               |
| Sungjong    | 성종      | Lee Sung-jong  | 이성종         | 3 września 1993(dts)   | Wokal, maknae       |

### Byli
| Pseudonim   | Pseudonim | Prawdziwe imię | Prawdziwe imię | Data urodzenia     | Pozycja      |
| Latynizacja | Hangul    | Latynizacja    | Hangul         | Data urodzenia     | Pozycja      |
| ----------- | --------- | -------------- | -------------- | ------------------ | ------------ |
| Hoya        | 호야      | Lee Ho-won     | 이호원         | 28 marca 1991(dts) | Raper, wokal |

## Podgrupy
- Infinite F
- Infinite H (2013–2017)

## Dyskografia
| Albumy studyjne - Over the Top (2011) - Paradise (repackage, 2011) - Season 2 (2014) - Be Back (repackage, 2014) - Top Seed (2018) Minialbumy - First Invasion (2010) - Evolution (2011) - Infinitize (2012) - New Challenge (2013) - Reality (2015) - Infinite Only (2016) Single CD - Inspirit (2011) - Destiny (2013) Single cyfrowe - Hayan gobaeg (Lately) (2011) - Second Invasion (2012) - Galaxy Music (2013) - Geu Hae Yeoreum (Du Beonjjae Iyagi) (kor. 그 해 여름 (두 번째 이야기)) (2016) | Albumy studyjne - Koi ni ochiru toki (jap. 恋に落ちるとき) (2013) - For You (2015) - AIR (2017) Best album - BEST OF INFINITE (2016) Single - BTD (Before the Dawn) (2011) - Be Mine (2012) - She's Back (2012) - Last Romeo ~Kimi ga ireba ii~ (jap. Last Romeo ～君がいればいい～) (2014) - Dilemma (2014) - 24-jikan (jap. 24時間) (2015) |

## Trasy koncertowe
Koreańskie
- Infinite Second Invasion (2012)
- 2012 Infinite Concert: That Summer (2012)
- 2014 Infinite Concert: That Summer 2 (2014)
- 2016 Infinite Concert: That Summer 3 (2016)

Japońskie
- Infinite Japan 1st Live - Leaping Over (2011)
- Infinite 1st Arena Tour in Japan - Second Invasion Evolution Plus (2012)
- 2015 Infinite Japan Tour - DILEMMA (2015)
- Infinite Japan Tour: That Summer 3 (2016)

Światowe
- Infinite 1st World Tour "One Great Step" (2013–2014)
- Infinite 2nd World Tour "INFINITE EFFECT" (2015–2016)

Azjatyckie
- Asia Fan Meeting Tour 2017 "Infinite Only Show" (2017)